# 2498 Tsesevich
2498 Tsesevich (1977 QM3) là một tiểu hành tinh vành đai chính được phát hiện ngày 23 tháng 8 năm 1977 bởi N. Chernykh ở Nauchnyj.